# 杜聰明獎
杜聰明獎是中華民國行政院國家科學委員會（今科技部）於2006年以杜聰明（1893年－1986年）為名所設置的獎項，以表揚在國外專業學術領域研究卓越、對社會有貢獻，並對國際學術合作有熱忱之學者專家，並提昇中華民國的國際合作能量及國際學術地位。
這個獎項的運作方式，是由國家科學委員會與國際知名學術獎勵機構簽署合作協定，以交互頒獎方式表揚對方國家優秀學者專家。
德国洪堡基金会是杜聰明獎的第一個合作對象，將共同頒發杜聰明-宏博研究獎。

## 歷年得主
| 年份   | 國籍/得獎者             | 備註                                        |
| 2007年 | 德国/彼德·尤納思        | 弗賴堡大學生理系教授                        |
| 2007年 | 德国/克勞斯·普樂格）    | 馬克斯-普郎克醫學研究所前固態電子研究所所長 |
| 2009年 | 德国/彼得·傅爾德        | 馬克斯-普郎克醫學研究所複雜系統物理學教授   |
| 2010年 | 德国/于尔根·亨尼希      | 弗賴堡大學醫學物理系教授                    |
| 2011年 | 德国/哈拉尔德·楚尔·豪森 | 2008年諾貝爾獎得主                          |
| 2011年 | 德国/克勞斯·馬倫        | 馬克斯-普郎克醫學研究所教授                 |
| 2011年 | 德国/安斯加爾·于爾根    | 奧地利維也納工藝大學教授                    |
| 2012年 | 德国/約翰諾斯·布赫曼    | 德國達姆施塔特工業大學資訊安全中心主任      |
| 2014年 | 雷諾·瓦塞               | 亞琛工業大學電子工程與資訊科技學院教授      |
| 2014年 | 克勞蒂雅·菲斯           | 馬克斯-普朗克研究所                         |
| 2017年 | 德国/Hannah Monyer      |                                             |

### 引用
1. ↑  . 科技部科教發展及國際合作司（國際合作業務）. 2014-09-11  [2015-08-04]. （原始内容存档于2015-04-28）.
2. ↑  . 科技部.[永久]

### 資料
- 《行政院國家科學委員會杜聰明獎遴選作業要點》，2006年8月2日通過
- 德國洪堡，台北杜聰明，http://www.dw-world.de/dw/article/0,2144,2194446,00.html （页面存档备份，存于），德國之聲中文網2006年10月5日
- 二位德國學者獲得2007年杜聰明獎，http://stn.nsc.gov.tw/view_detail.asp?doc_uid=0961212013[永久]，國科會國際合作簡訊網96.12.13